# Henry Southwick Perkins
Henry Southwick Perkins, född 20 mars 1833 i Stockbridge, Vermont, död 20 januari 1914 i Chicago, Illinois, var en amerikansk kompositör och musiklärare. Han var grundare av en musikskola i Chicago och utgivare av sångsamlingar.
Han var bror till kompositören William Oscar Perkins.

## Sånger
- Säg mig hur mitt hjärta blir rent